# Camponotus flavescens
Camponotus flavescens é uma espécie de inseto do gênero Camponotus, pertencente à família Formicidae.